# KTN みんなのニュース
『KTN みんなのニュース』（ケイティーエヌみんなのニュース）はかつてテレビ長崎で夕方に放送されていた長崎県向けのローカルワイドニュース番組である（フジテレビ発の全国ニュース『みんなのニュース』を内包）。

## 概要
キー局・フジテレビが『（FNN）みんなのニュース』をスタートさせることに伴い、1998年3月30日から17年続いた『KTNスーパーニュース』の後継番組として2015年3月30日に放送を開始した。KTNでは『みんなのニュース』に移行後も全国ニュースとタイトルを統一し、ローカルニュース部においても『みんなのニュース』を冠している（九州・沖縄地区でのFNN系列局では、KTNの他に、TKU・KTS・OTVの3局がローカルニュースにも『みんなのニュース』を冠している）。
平日版に関しては情報番組『ヨジマル!』からステブレレスで開始する。開始当初は冒頭からヘッドラインまでを同番組のスタジオから行っていた（ただし、『ヨジマル!』が特別編成によって時間繰り上げとなった場合はニューススタジオで行われる）。なお、重大ニュースの場合は『ヨジマル!』放送終了後、一旦CMに入り、16:52.30から特別放送体制で全国ニュースを放送していた。
2015年8月3日放送分から平日版のタイムテーブルが一部変更となった。同年9月28日からは番組のリニューアルに伴い、平日版は開始当初ネットされていなかった第2部の冒頭10分間（16:50 - 17:00）をネットすることとなり（これにより、第2部がフルネットとなる）、KTNでのオープニングと県内のヘッドラインが本編開始前の30秒間に繰り上げられた。2016年4月4日からは『みんなのニュース』の第2部・第3部の放送時間変更に合わせ、第3部のローカルパートが1分繰り上がり、18:14開始となった。
また、通常は第1部（2016年9月30日までは第2部）をネットしているが、『ヨジマル!』の放送時間繰り下げ（16:50または16:55開始）があった場合、当日の第1部が全枠非ネットとなり、第2部（2016年9月30日までは第3部）の全国ニュース枠からとなる。
年末年始は特別体制に伴って放送休止となり、この間は代替として『FNNニュース』が放送される。
『（FNN）みんなのニュース』の放送終了に伴い、平日版は2018年3月30日に、週末版も同年4月1日をもってそれぞれ終了し、同年4月2日に放送を開始した『KTNプライムニュース』へ継承された。

## 放送時間
平日版
- 2015年3月30日 - 2018年3月30日 月曜日 - 金曜日 16:50 - 19:00

週末版
- 2015年4月4日 - 2018年4月1日 土曜日・日曜日 17:30 - 18:00

## タイムテーブル

### 平日版
- 16:45 - 16:45.30 オープニング・長崎県内ヘッドライン4項目（3項目+特集）
  - 開始当初、ヘッドライン内で読み上げがあるのはこのうちの1項目のみであったが、2016年4月4日より長崎市内の映像を背景に、中央にタイトルロゴを配したオープニングに簡素化したことで、ヘッドライン内の読み上げが3項目（2項目+特集）に増えた。
- 16:45.30 - 16:50 「プチまる!」
- 16:50 - 17:53 「みんなのニュース」（フジテレビ発全国ニュース、途中CM入り）
  - 「みんなのニュース」第2部の主要コーナーのうち、「みんなのふるさと（中継コーナー）」は番組開始当初からコーナー終了の2016年9月30日までネットされていた。番組開始当初は「うちのパパママ」がネットされていたが、その後、「ニュースのうた」に置き換わり、ローカルパートへの飛び降りのため番組開始当初はネットされていなかった「ネットNAVI」もネットされるようになり、2015年5月4日からは「ニュースのうた」が非ネット化する替わりに「オオタニ天気」がネットされるようになった。同年6月1日から主要コーナーの一部変更が行われ、ネットされている17時台の主要コーナーは「みんなのふるさと」・「空の伝言板」・「ワイドの通やく」の3つとなった。2016年4月4日からは「空の伝言板」を内包する形で「木村拓也の上を向いて歩こう!」としてリニューアルされた（同コーナーは2016年9月30日までは各時間帯に1回ずつの計3回放送されていたが、KTNでは17時台のみの放送であった）。2016年10月3日に番組のリニューアルに伴って、KTNでもネットされている主要コーナーが「ケイゾク」・「上を向いて歩こう!（KTNでは旧コーナーに引き続き17時台のみの放送）」・「やくさん」・「スージー」に変更となった。
  - 2015年8月3日から冒頭のローカルパートが2分25秒短縮され、その分、全国ニュースへの飛び乗り時間も早くなった（同年7月31日までは5時の時計が表示された状態から全国パートを開始していたが、同年8月3日からはその前の映像も見られるようになった）。また、同年7月31日までは「ワイドの通やく」が終了する17:50に一旦ローカルパートに飛び降りていたが同じ日のタイミングで18時台のローカルパートへの移動に伴って廃止となり、『スーパーニュース』の放送終了以来約4ヶ月ぶりに17時台全枠がフジテレビ発の全国ニュースとなった。
  - 同年9月28日からKTNでのオープニング並びにヘッドラインの時間を本編開始30秒前に繰り上げ、フジテレビからの第2部をフルネット化した。なお、制作局であるフジテレビ以外で第2部をフルネット（16:50 - 17:53）で放送しているのは、KTN以外にKSS、OTVしかなかったが、2016年4月4日からはuhb、mit、OX、AKT、OHK、KTSの6局が第2部をフルネット化したことにより、9局に増加しているが、それでも少数である。なお、2016年10月3日よりフジテレビでの開始時刻が16:50に繰り下げとなったことで、KTNを含む第2部のフルネット放送局は第1部の冒頭から入るようになった。
- 17:53 - 18:14 「FNN みんなのニュース」（FNN系列全国28局ネット フジテレビ発全国ニュース、途中CM入り）
- 18:14 - （月-木）18:48.35/（金）18:58.05「KTN みんなのニュース」
  - オープニング（2016年4月1日までは本編開始前に流れていたが、同年4月4日よりこの時間に移動。なお、テーマ曲は『みんなのニュース』に合わせて幾度か変更されているが、オープニング映像は初期のものをベースにしたもの(タイトル表示時に『みんなのニュース』ロゴ左上に小さく「KTN」ロゴが表記される専用仕様)が放送終了まで使用されていた）
  - キャスター挨拶
  - 長崎県内ローカルニュース
  - 特集
    - 2017年9月29日までは、翌日（金曜日の場合は翌週月曜日）の特集の予告を放送終了直前に行っていたが、月曜日から木曜日のローカルパートの放送時間短縮に伴い、特集の終了直後に移動した。

  - 提供クレジット、CM
  - 長崎県内ローカルニュース
    - J2リーグシーズン中の毎週月曜日は「Get's V」を放送。なお、V・ファーレン長崎の試合が行われた翌日など、月曜日以外にも放送することがある。反対に、シーズンオフ時は月曜日であっても放送されない。

  - 天気予報（2015年8月3日から同年8月28日までは18:45～だったが、同年8月31日より18:38頃～に繰り上げ）
  - CM
  - 長崎県内ローカルニュース（日により、シリーズコーナーの「みんなのうみ」が放送されることがある）
  - みんなの一言
  - CM
  - みんなのたからもの
  - 長崎県内ローカルニュース
  - ※以下は全て金曜日のみの放送
  - ウィークリーフラッシュ
  - みんなの週末（週末に開催されるイベント等を紹介するコーナー）
  - みんなの来週!
  - 来週月曜日の予告
  - 提供クレジット、CM
- 18:58.50 - 19:00（左記の時刻は金曜日のみ、月曜日から木曜日は補足事項を参照） - 天気予報

#### 補足事項
- 2015年7月31日までは18:30 - 18:45をフジテレビ発のニュースに充てていたが、同年8月3日からローカルパートとなり、同時間帯の主要コーナーの1つであった「ネットNAVI」のネットも終了となった。
- 2016年4月1日までは18:56.25で終了となっていたが、同年4月4日から放送時間が1分40秒拡大し、18:58.05までとなった。
- 2017年10月2日より、月曜日から木曜日において、フジテレビ発に戻って「ここから10分!」のネットを開始（放送時間は18:50.30 - 19:00、エンディングもフジテレビ発となり、直後の19時番組へはステブレレスで接続）。ネット開始に伴って、月曜日から木曜日のローカルパートが短縮された（当初は18:48.35で終了となり、連動して天気予報も9分30秒早くなっていたが、同年10月9日より提供クレジットの後すぐに天気予報が放送されるようになったため、ローカルパートの終了時刻が18:49.45となった）。ただし、金曜日は「みんなの週末」などのコーナーがあるため、ローカルパートは従来通り18:58.05までとなり、「ここから10分!」はネットされない。なお、一部リニューアルに伴って、番組最後に行われていた「あすの予定（金曜日の場合は「月曜日の予定」）」ヘッドライン3項目（2項目+特集内容、長崎市内の映像に切り替わった後に右下に表示）は同年9月29日を以って廃止された。

### 週末版
- 17:30 - 17:46.40 「FNN みんなのニュース Weekend」（FNN系列全国28局ネット）
  - 全国ニュース、提供クレジット、CM1、SPORTS、FLASH、CM前ジングル
  - 前身の「FNNスーパーニュースWEEKEND」同様、全国パート終了時に右下に2行で「つづいて長崎から（「つづいて」は白文字、「長崎から」は黄文字）」が表示される。
- 17:46.40 - 17:48.40 CM2
- 17:48.40 - 17:53.15（日曜日は17:48.40 - 17:52.15） 長崎県内ローカルニュース
- 17:53.15 - 17:54.15（日曜日は17:52.15 - 17:53.45） CM3
- 17:54.15 - 17:55.15（日曜日は17:53.45 - 17:54.45） 天気予報
- 17:55.15 - 17:56（日曜日は17:54.45 - 17:56） CM4
- 17:56 - 17:56.15 提供クレジット・エンディング（提供クレジット時の映像は週末版のみで流れるオリジナル映像となる。なお、テーマ曲は2015年10月以降も初期のテーマ曲が引き続き使用されていたが、2016年10月1日よりテーマ曲が平日版に先行する形で3代目のものに変更となった）

## キャスター

### 平日版
平日版は「報道部=ニュース班」が中心となって担当する。
MC
- 磯部翔 - 「KTNスーパーニュース」から続投
- 琴岡美紅 - 「KTNスーパーニュース」ではリポーターを担当していた

リポーター（記者レポート、中継担当）
- 大村咲子
- 本田舞 - 「KTNスーパーニュース」ではMCを担当していた
- 平仙浩教
- 後藤綾太

16時台はMC・リポーターから1名が交替で登場する。

### 週末版
週末版では平日版のリポーターから1名が交替で出演するが、まれに制作部=ヨジマル班のアナウンサーが担当する場合もある（実際、平日版では磯部が夏休みやインフルエンザで欠席となった際、『ヨジマル!』MCの吉井誠が代行で務めた例がある）。